# Andrew J. Morley
Andrew James Morley (10 de noviembre de 1989) es un actor australiano, más conocido por haber interpretado a Brandon en la serie Lightning Point, a Spencer Harrington en Home and Away y a Jack Callahan en Neighbours.

## Biografía
Es hijo de Peter y Robyn Morley, tiene dos hermanos mayores Thomas y Alison Morley.
Desde los 15 años Morley trabaja como bombero voluntario en el Country Fire Authority (CFA) en Wildwood, Victoria, Australia.
En agosto de 2017 se comprometió con su novia Jay Haggar. El 14 de diciembre del miso año le dieron la bienvenida a su primera hija.

## Carrera
Andrew ha aparecido en comerciales para Hungry Jacks y 7 Eleven, también apareció como invitado en series populares como Neighbours y Offspring.
En el 2012 se unió al elenco de la serie Lightning Point donde interpretó al popular Brandon Benedict, hasta el final de la serie ese mismo año.
El 24 de enero de 2013 se unió al elenco de la exitosa serie australiana Home and Away, donde interpretó a Spencer Osbourne hasta el 23 de abril de 2015.
En el 2015 se anunció que sería uno de los nuevos presentadores del programa Melbourne Weekender.
El 4 de abril de 2016 se unió al elenco principal de la serie australiana Neighbours, donde dio vida a Jack Callahan, hasta el 30 de marzo del 2018 después de que su personaje decidiera mudarse a Queensland con Paige y su hija Gabriel.

## Filmografía

### Películas
| Año  | Título                       | Personaje  | Notas                                        |
| ---- | ---------------------------- | ---------- | -------------------------------------------- |
| 2011 | Ice                          | John Smith | corto - junto a Jeremy Kewley                |
| 2011 | Shepherd's Hill              | Daylen     | corto - junto a Leslie Binns & Jeremy Kewley |
| -    | Clean                        | -          | -                                            |
| -    | Not So Blind                 | -          | -                                            |
| -    | First Date & Unriquited Lust | -          | -                                            |

### Series de televisión
| Año                     | Serie           | Personaje          | Notas         |
| ----------------------- | --------------- | ------------------ | ------------- |
| 2016 - 2018, 2019, 2020 | Neighbours      | Jack Callahan      | 776 episodios |
| 2013 - 2015             | Home and Away   | Spencer Harrington | 231 episodios |
| 2012                    | Lightning Point | Brandon Benedict   | 26 episodios  |
| -                       | Offspring       | -                  | -             |

### Presentador
| Año             | Programa            | Notas |
| --------------- | ------------------- | ----- |
| 2015 - presente | Melbourne Weekender | -     |